# Memfis
Memfis (gr. Μέμφις, Mémphis) – grecka nazwa jednego z najważniejszych miast starożytnego Egiptu, centrum politycznego, handlowego i administracyjnego, ośrodka kultu Ptaha, Sechmet i Apisa, stolicy w epoce Starego Państwa (III–VI dynastia).
Współcześnie z miasta zachowały się fundamenty świątyni, resztki pałacu królewskiego i kilka wielkich posągów; o jego dawnej świetności świadczą trzy rozlegle nekropole: Abusir na północy oraz Sakkara i Dahszur na południu.
W 1979 roku Memfis wraz z nekropolią obejmującą piramidy od Gizy do Dahszur zostało wpisane na listę światowego dziedzictwa UNESCO.

## Toponimy
Współczesna nazwa Memfis pochodzi od greckiego Mémphis, odnoszącej się do egipskiej nazwy piramidy króla Pepiego I Men-nefer (dosł. „pozostaje piękność Pepiego”) – używana była na określenie całego miasta od czasów XVIII dynastii.
Najstarsza nazwa miasta brzmiała Ineb-hedż (dosł. „biały mur”), zapewne od muru królewskiej rezydencji. Inna nazwa to Hut-ka-Ptah (dosł. „świątynia ka Ptaha”), której greckim odpowiednikiem było Aigyptos – od której pochodzi nazwa Egipt.
W czasach Średniego Państwa Memfis określano nazwą Anch-taui (dosł. „którym żyją Oba Kraje”, tj. Egipt), co podkreśla położenie Memfis dokładnie na granicy między Górnym i Dolnym Egiptem (doliną i deltą Nilu).
| Y5 · N35 | F35 | I9 · D21 | O24 | O49 |

| Y5 · N35 | F35 | I9 · D21 | O24 | O49 |

| O36 | T3 |

| O36 | T3 |

| O6 | D28 | Q3 · X1 | V28 |

| O6 | D28 | Q3 · X1 | V28 |

| U38 | N16 · N16 · O49 |

| U38 | N16 · N16 · O49 |

| S34 · N35 | N16 · N16 · O49 | N25 |

| S34 · N35 | N16 · N16 · O49 | N25 |

## Położenie
Memfis leżało na południowym końcu delty Nilu, na północnym krańcu długiej a wąskiej doliny, na zachodnim brzegu rzeki. Geostrategiczne położenie miasta umożliwiało kontrolę handlu z Górnym Egiptem. Pozostałości Memfis znajdują się obecnie ok. 3 km na zachód od Nilu, ok. 24 km na południe od współczesnego Kairu.

## Historia

### Okres wczesnodynastyczny (archaiczny) – od ok. 3150 do ok. 2686 roku p.n.e.
Wedle Herodota miasto Memfis miało zostać założone przez Mina, który zjednoczył Dolny i Górny Egipt i stał się pierwszym władcą zjednoczonego Egiptu. Menes miał wznieść tamę, by chronić miasto przed wylewami Nilu. Następca Menesa polecił zbudować, jak pisze Herodot, pierwszy pałac w mieście.
Według tradycji miasto zostało założone ok. roku 2925 p.n.e. Franke (2003) natomiast podaje, że Memfis wspominane jest jako rezydencja królów od ok. roku 3000 p.n.e. O jego wcześniejszej historii nic nie wiadomo. Za czasów I dynastii w Memfis znajdowały się pałac królewski, nekropole wyższych urzędników oraz świątynia patrona miasta – boga Ptaha. Ptah był opiekunem artystów i rzemieślników, a także według mitologii memfickiej bóg stwórca, który stworzył człowieka z mocy serca i mowy. Świątynia Ptaha była główną budowlą miasta.
O świetności Memfis w tym okresie świadczą nekropole królów i dostojników państwowych, m.in. w Sakkarze.

### Stare Państwo – od ok. 2675 do ok. 2170 p.n.e.
Okres rozkwitu Memfis przypada na rządy III i IV dynastii. Egipski historyk z tego okresu – Manethon – określa III i IV dynastię mianem dynastii memfickich.
O świetności Memfis w tym okresie świadczą królewskie grobowce: piramida (schodkowa) Dżesera w Sakkarze, dwie piramidy Snofru w Dahszur, trzy wielkie piramidy – Cheopsa, Chefrena i Mykerinosa – w Gizie oraz mastaba Szepseskafa. Grobowce królewskie otaczają rozlegle nekropole z grobami urzędników i dostojników państwowych.
Królowie V dynastii (ok. 2465–2325 p.n.e.) budowali swoje grobowce na południe od Gizy (Abū Ṣīr). Był to już schyłku Memfis i początek kultu słońca i coraz większego znaczenia Heliopolis. W okresie VI dynastii (ok. 2347–2216 p.n.e.) grobowce w Sakkarze stały się mniejsze i skromniejsze w zdobnictwie. Wpływ władzy centralnej w Memfis osłabł, doszło do decentralizacji i walk o władzę, co nazwano później w dziejach starożytnego Egiptu Pierwszym Okresem Przejściowym. Manethon określa jeszcze VI, VII i VIII dynastie mianem memfickich, ale ponieważ okres panowania dwóch ostatnich uznaje się za krótki, to przyjmuje się, że centralna władza w Memfis straciła panowanie nad prowincjami wkrótce po odejściu VI dynastii.

### Średnie Państwo – od ok. 2050 do ok. 1760 p.n.e.
W okresie Średniego Państwa, Memfis odzyskało częściowo wpływy – oficjalna rezydencja XII dynastii została ustanowiona w pobliskim Itdż-taui koło Fajum, a kilku królów XII dynastii zbudowało swe piramidy w Dahszur. Królowie rozbudowywali również memficką świątynię Ptaha.

### Drugi Okres Przejściowy – od ok. 1630 do ok. 1540 p.n.e.
Po upadku XIII dynastii, do Egiptu napłynęły ludy zachodnioazjatyckie – Hyksosi. Według żydowskiego historyka z I w. n.e. Józefa Flawiusza, król Hyksosów – Salitis – miał sprawować swe rządy z Memfis. Wyniki badań archeologicznych nie potwierdzają tego, a za stolicę Hyksosów uważa się Awaris.

### Nowe Państwo
Po wygnaniu Hyksosów i restauracji królestwa za XVIII dynastii w Tebach, Memfis przeżywało kolejne lata rozkwitu. Według niektórych badaczy, Memfis nigdy nie straciło swojej centralnej pozycji a Teby były jedynie ośrodkiem religijnym. W Memfis organizowano koronacje królów oraz przeprowadzano „rytuał trzydziestolecia” – święto sed – święto z okazji 30. rocznicy koronacji władcy, powtarzane później co trzy lata. Memfis mogło wówczas funkcjonować jako druga, północna stolica kraju.
W Memfis urodził się faraon Amenhotep II, który sprawował w mieście funkcję wysokiego kapłana. Królowie XVIII dynastii przebudowywali i rozbudowywali również memficką świątynię Ptaha, m.in. Totmes I, Totmes IV i Amenhotep III. Ten ostatni wzniósł również w Memfis świątynię Atona. O dużym dworze memfickim świadczą liczne groby dostojników państwowych z tego okresu.
Połączone kanałem z Nilem miasto było ważnym ośrodkiem handlowym, w którym mieszkało wielu obcokrajowców, m.in. Hetytów.
Królowie XIX dynastii ponownie przebudowywali memficką świątynię Ptaha – Ramzes II wzniósł tu kilka ogromnych posagów.

### Dalsze dzieje
W VIII w. p.n.e. Memfis zostało zdobyte przez nubijskiego króla Pianchi, który podbił Egipt i go zjednoczył. W Memfis rezydował jego młodszy brat Szabaka. Rządy dynastii kuszyckiej nie trwały długo – Egipt najechali Asyryjczycy, Memfis zostało zniszczone, później odbite przez Taharkę, by ponownie przejść w ręce Asyryjczyków – króla Aszurbanipala ok. 667–668 p.n.e. Następnie, w trakcie najazdu Egiptu przez Persów, Memfis zostało zdobyte przez króla Kambyzesa II w 525 roku p.n.e., a w 332 roku p.n.e. przeszło w ręce Aleksandra Macedońskiego, który rezydował tu planując Aleksandrię. Po jego śmierci w Babilonie, ciało Aleksandra zostało tymczasowo pochowane w Memfis, by później zostać przeniesione do Aleksandrii.
Memfis, osłabione po założeniu Aleksandrii, która przejęła znaczną część jego funkcji ekonomicznych, ostatecznie straciło na znaczeniu po uznaniu chrześcijaństwa za jedyną religię cesarstwa rzymskiego za panowania cesarza Teodozjusza.
Arabowie, którzy zdobyli Egipt w roku 641, założyli swoją stolicę na wschodnim brzegu Nilu, na północ od Memfis, w al-Fustat (dziś Stary Kair). Memfis zostało opuszczone, jego budowle rozebrane, a ich kamień posłużył do budowy Kairu w X w.

## Archeologia
Pozostałości Memfis znajdują na zachodnim brzegu Nilu w pobliżu miejscowości Mit Rahina. Do dziś zachowały się jedynie fundamenty świątyni, resztki pałacu królewskiego i kilka wielkich posągów, w tym gigantyczny posąg Ramzesa II. Stanowisko w Memfis nie było poddane systematycznym badaniom archeologicznym. W 1852 roku Joseph Hekekyan prowadził tu badania geologiczne. Prace wykopaliskowe prowadzili: w latach 1909–1913 brytyjski archeolog William Flinders Petrie (1853–1942), który odkrył ruiny świątyni Ptaha; badacze z Uniwersytetu Pensylwanii w latach 1915–1919, 1921–1923 i 1955–1956, którzy odkryli pozostałości pałacu Merenptaha i świątyń Ramzesa II; archeolodzy egipscy w 1931 i 1942 roku, a od 1981 roku Egypt Exploration Society.
O dawnej świetności Memfis świadczą trzy rozlegle nekropole: Abusir na północy oraz Sakkara i Dahszur na południu. Prace wykopaliskowe prowadziło tu wielu archeologów. W 1850 roku francuski archeolog Auguste Mariette (1821–1881) odkrył w Sakkarze Serapeum. W Gizie prace prowadzili amerykański archeolog George Andrew Reisner (1867–1942) oraz niemiecki badacz Hermann Junker (1877–1962). Ludwig Borchardt (1863–1938) odkrył świątynie solarne i piramidy władców V dynastii w Abusir. Piramidy Snefru w Dahszur badał egipski archeolog Ahmed Fakhry (1905–1973). Inny egipski archeolog Zakaria Goneim (1905–1959) odkrył piramidę z okresu III dynastii. W latach 30. XX w. groby z okresu I dynastii odkrył brytyjski archeolog Walter Bryan Emery (1902–1971). W latach 80. prace prowadziło także Egypt Exploration Society.
W 1979 roku Memfis wraz z nekropolią obejmującą piramidy od Gizy do Dahszur zostało wpisane na listę światowego dziedzictwa UNESCO. Nekropolia, ciągnąca się na przestrzeni ponad 30 km na krawędzi Pustyni Libijskiej obejmuje, idąc od południa (nazwy pochodzą od współcześnie istniejących wiosek arabskich):
- Dahszur:
  - dwie piramidy założyciela IV dynastii, króla Snofru: Czerwona Piramida i Piramida Łamana
  - piramidy kilku władców XII dynastii, m.in. Piramida Czarna Amenemhata III
  - groby prywatne; najsłynniejszy ze względu na znalezione w nim rzeźby – to grób księcia Rahotepa i jego żony Nofret

- Sakkara:
  - wielkie mastaby z czasów I i II dynastii
  - pierwsza piramida (schodkowa) króla Neczericheta, zwanego Dżeserem – Piramida Dżesera
  - piramida schodkowa króla Sechemcheta – piramida Sechemcheta
  - piramidy pierwszego (Userkaf) i ostatniego (Unis) władcy V dynastii – piramida Userkafa i piramida Unisa, piramidy władców VI dynastii
  - mastaby prywatne, głównie z czasów V i VI dynastii
  - grobowce prywatne z końca XVIII dynastii, budowane przez elitę po upadku herezji Echnatona, wśród nich grób generała Horemheba, budowany jeszcze w stylu amarneńskim zanim jeszcze Horemheb został władcą Egiptu
  - Serapeum – miejsce pochówku świętych byków, Apisów

- Abusir, nekropolia V dynastii i okresu perskiego:
  - piramidy władców V dynastii – m.in. piramida Sahure, piramida Neferirkare I
  - mastaby prywatne (największa należąca do niejakiego Ptahszepsesa)
  - groby urzędników z końca okresu saickiego (XXVI dynastia) i panowania perskiego (wśród nich grobowiec słynnego Udżahoresneta, zdrajcy, który przeszedł na stronę perską)

- Abu Gurab
  - świątynie solarne władców V dynastii – zachowane są dwie: Userkafa (słabo) i Niuserre (bardzo dobrze)

- Giza, nekropolia IV dynastii:
  - najsłynniejsze piramidy – piramida Cheopsa, piramida Chefrena, piramida Mykerinosa
  - Wielki Sfinks
  - grobowce rodziny królewskiej i urzędników z czasów IV dynastii
  - pozostałości pałacu królewskiego Mykerinosa

- Abu Roasz
  - piramida syna Cheopsa, Dżedefre – piramida Dżedefre